# Cryptocephalus bicolor
Cryptocephalus bicolor es una especie de insecto coleóptero de la familia Chrysomelidae.
Fue descrita científicamente en 1818 por Eschscholtz.